# Kefar Bialik
Kefar Bialik (hebr. כפר ביאליק) – moszaw położony w Samorządzie Regionu Zewulun, w dystrykcie Hajfa, w Izraelu.

## Położenie
Leży w Dolinie Zevulon w Zachodniej Galilei, w otoczeniu miast Hajfa, Kirjat Bialik i Kirjat Atta, oraz kibucu Afek.

## Historia
Tutejszą ziemię zakupił na początku XX wieku Żydowski Fundusz Narodowy. Moszaw został założony w 1934 roku przez żydowskich imigrantów z Niemiec. Nazwano go na cześć hebrajskiego poety Haima Nahmana Bialika (1873-1934), który zmarł miesiąc przed założeniem moszawu.

## Kultura i sport
W moszawie jest ośrodek kultury oraz boisko do piłki nożnej.

## Gospodarka
Gospodarka moszawu opiera się na intensywnym rolnictwie, sadownictwie i turystyce.

## Komunikacja
Trzy lokalne drogi prowadzą do położonego na zachodzie miasta Kirjat Bialik. Wzdłuż południowej granicy moszawu przebiega droga nr 781, którą jadąc na zachód dojeżdża się do miasta Kirjat Bialik i drogi ekspresowej nr 4, lub jadąc na wschód dojeżdża się do miasta Kirjat Atta.